# Hjärsås
Hjärsås is een plaats in de gemeente Östra Göinge in het Zweedse landschap Skåne en de provincie Skåne län. De plaats heeft 233 inwoners en een oppervlakte van 40 hectare. Hjärsås wordt omringd door zowel landbouwgrond als bos, ook stroomt de rivier de Bivarödsån een paar honderd meter ten oosten van het dorp.. Het dorp ligt zo'n twintig kilometer ten noorden van de stad Kristianstad. In Hjärsås ligt de kerk Hjärsås kyrka.